# Радіодрама
Радіодрама, також радіоп’єса — жанровий різновид художнього мовлення, або драматичного мистецтва, який полягає в написаному на злобу дня радійному творі, втіленому у звукових «кадрах», що динамічно змінюються та створюють естетично цілісний образ (не плутати з радіоадаптацією літературних текстів; різновид радіопостановки). Ознакою радійності є відсутність коментаря, так званих слів автора та різноманітні шуми (хлюпання води, свист куль, кроки).

## Українська радіодрама
У 30-х роках найвідомішим українським радіодраматургом був Олег Димінський, серед творів якого найвідомішими були такі, як «Uber alles», «Розгублена людина», «Давайте поговоримо», «Мамед». Вони передавалися зі столиці радянської України міста Харкова, і, судячи з прохань слухачів повторити ці передачі в prime time, були досить популярними.

## Конкурси для радіодраматургів
1933 року був проведений перший Всеукраїнський конкурс на найкращий радіотвір. Подібні конкурси тоді вже відбулися в Німеччині, Фінляндії, Франції та США. В Україні захід був організований Всеукраїнським комітетом радіофікації та радіомовлення разом зі Спілкою письменників України.
Починаючи з 2008 року Українське радіо «Культура» (Національна радіокомпанія України, 3 канал) проводить сучасний український конкурс оригінальної радіодрами «Відродимо забутий жанр».
25 квітня 2018 року Мистецький арсенал, Британська Рада в Україні та Українське радіо оголосили конкурс «Радіодрама UA/UK». На конкурс було подано 192 заявки з усіх областей, найбільше — з Києва, Львівської й Київської областей. З них 143 відповідали критеріям, заявленим в умовах конкурсу. 42 % авторів — чоловіки, 58 % — жінки. 88 % заявників/ць — жителі міст, 12 % — сіл . Журі, до якого увійшли представники Українського радіо, Мистецького арсеналу, британської продакшен-компанії Rockethouse, вітчизняні літературні та театральні експерти визначили 10 фіналістів:
- Юлія Ємець-Доброносова, Київ, «Три хвилини слави»
- Дмитро Терновий, Харків, «Палата N7»
- Олександр Бабуров, Суми, «Кіотик»
- Віталій Перетятько, Миколаїв, «Відро в мішку»
- Артур Закордонець, с. Осламів (Хмельницька обл.), «Четвертий варіант»
- Сергій Колінько, Полтава, «Двоє»
- Олександр Вітолін, Київ, «Ворог поміж нас»
- Ірина Борисюк, Київ, «Голос»
- Оксана Маслова, Одеса, «Голоси в голові»
- Яна Коструліна, м. Таврійськ (Херсонська обл.), «Сьома хвилина»

Наприкінці вересня для фіналістів британська авторка радіоп’єс для BBC Radio 3 і Radio 4 Франсес Бірнз провела майстерню. Протягом тижня письменники працювали над своїми рукописами під її менторством. 
13 листопада 2018 в ефірі Українського радіо назвали ім’я переможниці конкурсу «Радіодрама UA/UK». Нею стала літературознавиця, журналістка, викладачка та письменниця Ірина Борисюк з п’єсою «Голос». Авторка отримала винагороду — 25 тисяч гривень. 
29 — 27 листопада 2018 для постановників та продюсерів Українського радіо та інших радіостанцій і онлайн-платформ, які працюють або бажають працювати із жанром радіодрами, радіорежисер Метт Томпсон із Rockethouse провів тренінг щодо особливостей постановки радіоп’єс, роботи з акторами, вибору звукових ефектів, музичного супроводу, а також промотування творів серед радіослухачів . 
24 січня 2019 о 21.00 в ефірі Українського радіо пролунала п’єса «Голос», що перемогла у британсько-українському конкурсі «Радіодрама UA/UK». У постановці п'єси взяли участь актриса і телеведуча Римма Зюбіна та учасник гурту «Кому вниз» Андрій Середа.
Українське радіо також відзначило п’єси Яни Коструліної «Сьома хвилина» та Юлії Ємець-Доброносової «Три хвилини слави». Ці тексти, а також «Четвертий варіант» Артура Закордонця та «Палата №7» Дмитра Тернового теж стануть радіовиставами та прозвучать в ефірі Українського радіо. 
Прем'єру п'єси «Голос» можна послухати на сайті UA: Радіо Культура (УР3) чи мобільному додатку suspilne.radio.